# Robert Jardel
Pour les articles homonymes, voir Jardel.
Robert Jardel est un homme politique français né le 6 septembre 1890 à Remiremont (Vosges), et décédé le 2 mai 1940 à Neuilly-sur-Seine (Hauts-de-Seine).
Employé de commerce, il est député SFIO de la Seine de 1930 à 1936. Il s'investit plus particulièrement sur les questions de logement.

## Sources
- « Robert Jardel », dans le Dictionnaire des parlementaires français (1889-1940), sous la direction de Jean Jolly, PUF, 1960 [détail de l’édition]

- Ressource relative à la vie publique :   - Base Sycomore